# Schin (Hebräisch)

Schin

Schin oder Sin (שין) ist der einundzwanzigste Buchstabe im hebräischen Alphabet. Er hat den Zahlenwert 300. Der Buchstabe entwickelte sich aus dem protosinaitischen Shin, das wie ein Kompositbogen aussieht. Dieses wurde über das phönizische 𐤔 und das aramäische 𐡔 zum hebräischen ש und samaritanischen ࠔ. Die arabischen Buchstaben س und ش haben sich aus dem nabatäischen 𐢝 entwickelt. Das griechische Sigma Σ beruht wahrscheinlich ebenfalls auf dem phönizischen Shin. Eine Verwandtschaft mit dem altägyptischen 𓆷 sha "Feld, Garten, Acker" ist nicht ausgeschlossen.
Ursprünglich wurde wohl mit dem Schin ein Laut bezeichnet, der zwischen [⁠ʃ⁠], [⁠θ⁠] und [⁠ɕ⁠] stand. Im Hebräischen steht das Zeichen für die zwei Laute [⁠ʃ⁠] und [⁠s⁠]. Ein Punkt rechts über dem Buchstaben markiert es als Schin (שׁ, Aussprache: ʃ), ein Punkt auf der linken Seite als Sin (שׂ, Aussprache: stimmloses s wie in Snob). In Unicode haben die beiden Punkte die Codes U+05C1 (rechts für Schin) und U+05C2 (links für Sin). Diese diakritischen Punkte gehören zum tiberiensischen System der Punktation und fehlen deshalb in unvokalisierten Texten, wie sie im modernen Iwrit üblich sind. Die beiden Lautwerte des Schin/Sin werden bei der alphabetischen Sortierung als gleich behandelt, verhalten sich aber ansonsten wie verschiedene Konsonanten: Hat ein Wort die Aussprache Schin oder Sin, so haben alle Wortformen und verwandten Wörter denselben Laut.
Auch in anderen semitischen Sprachen findet man die Unterschiede zwischen denselben Wörtern, allerdings mit anderen Lautwerten:
| hebräisch               | aramäisch           | arabisch            | deutsch |
| ----------------------- | ------------------- | ------------------- | ------- |
| שׁ Schin: שׁלום schalom   | שׁ Schin: שׁלם schlam | س Sin: سلام salâm   | Friede  |
| שׁ Schin: שׁלושׁ schalosch | ת Taw: תלת tlath    | ث Tha: ثلاث thalâth | drei    |
| שׂ Sin: עשׂר eser         | שׂ Sin: עשׂר asar     | ش Schin: عشر aschr  | zehn    |
| ס Samech: ספר sefer     | ס Samech: ספר sfar  | س Sin: سفر sifr     | Buch    |

Hebräisches Schin und Sin entsprechen den drei ursemitischen Konsonanten š (1. Zeile), ṯ (2. Zeile) und ś (3. Zeile). Die ersten beiden (š und ṯ) sind im Hebräischen zu Schin (š) zusammengefallen. Das Sin wurde im Hebräischen wahrscheinlich anfangs ähnlich ausgesprochen, glich sich aber unter aramäischem Einfluss in der Aussprache dem Samech (stimmloses s) an, das auf einen weiteren ursemitischem Konsonanten (s) zurückgeht (4. Zeile). Im Aramäischen sind ursemitisches ṯ und t zusammengefallen. Dagegen blieb im Arabischen ursemitisches ṯ erhalten (Tha), ursemitisches ś wurde zu Schin (Arabisch), und ursemitisches š und s fielen Sin (Arabisch) zusammen. Obwohl die arabischen Buchstaben Sin und Schin denselben Lautwert besitzen wie die jeweils gleichnamigen hebräischen Buchstaben, werden sie deshalb oft gerade umgekehrt verwendet (1./3. Zeile). Außerdem kann arabisches Sin jedoch auch dem in der Aussprache identischen hebräischen Samech entsprechen, wenn es auf ursemitisches s zurückgeht (4. Zeile).
Im Dialekt des Stammes Ephraim wurde offenbar das Schin ähnlich dem Samech ausgesprochen (→ Schibboleth). Der althebräische Stammesname Issachar wird im masoretischen Bibeltext mit zwei Sin geschrieben, wobei das erste verdoppelt und das zweite nicht ausgesprochen und deshalb ohne Punkt geschrieben wird.
Das Sin ist ein Konsonant, dessen schriftliche Form im phönizischen Alphabet auf die stilisierte Darstellung eines Zahnes zurückgeht. Schen (שן) bedeutet ‚Zahn‘ auf Hebräisch. Das griechische Sigma, das kyrillische Ш (Scha) und das lateinische S gehen auf denselben Ursprung zurück.

## Beispiele
- שרה – Sara (Prinzessin)
- שטן – Satan (Gegner, Widersacher)
- שבת – Schabbat: Sabbat (latinisiert)
- שלמה – Schəlomo: Salomo (im heutigen Iwrit: „Schlomo“)
- שם – Schem: Sem
- שמש – Schemesch: Sonne
- שמעון – Schim'on: Simon („Er [Gott] hat erhört“)
- שמשון – Schimschon: Samson
- שמואל – Schmu'el: Samuel
- שושנה – Schoschanna: Susanna (Lilie, umgspr. Rose)

## Zeichenkodierung
| Unicode Codepoint | U+05E9             |
| Unicode-Name      | HEBREW LETTER SHIN |
| HTML              | &#1513;            |
| ISO 8859-8        | 0xF9               |